# Jupiter (album van Upper Wilds)
Jupiter is het vierde studioalbum van de Amerikaanse noiserockband Upper Wilds. Na Mars (2018) en Venus (2021) is dit het derde album dat vernoemd is naar een planeet. De band toerde door het Amerikaanse Midden-Westen ter promotie van het album.

## Singles
Op 20 april 2023 werd het album aangekondigd. Tegelijk werden de singles 10'9" en Jupiter uitgebracht. Op Short Centuries, uitgebracht op 8 juni, wordt de achtergrondzang verzorgd door Katie Eastburn (KATIEE) en Jeff Tobias (Sunwatchers). Op 12 juli volgde Infinity Drama, dat exclusief via Bandcamp als single werd uitgebracht.

## Productie
Het album werd door Travis Harrison opgenomen in zijn studio Serious Business Music te New York. De mastering lag in handen van Sarah Register. De band werkte samen met verschillende gastmuzikanten, waaronder zangeres Katie Eastburn. Zij werkte eerder al mee aan de opnames van Mars (2018).
Het album bestaat uit 11 nummers. #9, Books About UFOs, is een cover van de punkband Hüsker Dü.

## Ontvangst
Chris Ingalls van PopMatters gaf het album een 9. Volgens hem wordt de luisteraar overweldigd door een combinatie van harde riffs en een muzikale intensiteit die getemperd wordt door aanstekelijke hooks.

## Nummers
| Nr. | Titel                                  | Duur |
| --- | -------------------------------------- | ---- |
| 1.  | Greetings                              | 0:16 |
| 2.  | Permanent Storm                        | 3:22 |
| 3.  | Drifters                               | 4:16 |
| 4.  | Short Centuries                        | 3:33 |
| 5.  | 10'9"                                  | 6:56 |
| 6.  | Jupiter                                | 3:38 |
| 7.  | Voyager                                | 3:47 |
| 8.  | Infinity Drama                         | 3:08 |
| 9.  | Books About UFOs (cover van Hüsker Dü) | 2:32 |
| 10. | Radio to Forever                       | 2:17 |
| 11. | Cerberrat                              | 1:41 |

## Personeel

### Bezetting
- Dan Friel (zang, gitaar)
- Jason Binnick (bas, zang)
- Jeff Ottenbacher (drums)

### Productie
- Travis Harrison (mix, opname)
- Sarah Register (mastering)

- MusicBrainz release group: 64f1e111-f3ab-4f18-b9ef-64fd52b72af4